# Brachypecta perobliqua
Brachypecta perobliqua är en fjärilsart som beskrevs av Antonius Johannes Theodorus Janse 1964. Brachypecta perobliqua ingår i släktet Brachypecta och familjen snigelspinnare. Inga underarter finns listade i Catalogue of Life.